# Tenkodogo
Tenkodogo è un dipartimento del Burkina Faso classificato come città, capoluogo della provincia di Boulgou e della regione di Nakambé.
Il dipartimento si compone del capoluogo e di altri 83 villaggi: Bado, Baleme, Bampela, Basbedo, Baskoure, Bassare, Belce, Bidiga, Bissiga De Gando, Boura, Cella, Cella De Loanga, Daze, Donsene, 	Donsene-Yarce, Doubguin-Ouantanghin, Doure, Gando I, Gando II, Gambaghin, Gaskom, Gouni-Peulh, Guella, Kabri, Kampoaga, Kassougou, Koama, Kokoaga-Ouest, Kou, Koughin, Koknoghin, Labretenga, Lebce, Leda, Loanga, Loanga Peulh, Loukou, Loukou-Peulh, Malenga-Nagsore, Malenga-Yarce, Milla, Moaga, 	Naba-Sougdin, Nama, Ningare, Ouamne, Ouanagou, Oueguedo, Oueguedo-Peulh, Oueguedo-Yarce, Oueloghin, 	Ounzeogo, Ounzeogo-Peulh, Ourema, Piougou, Piroukou, Pouswaka, Pouswaka-Peulh, Sabtenga, Sago, Sampa, 	Sassema, Sassema-Peulh, Sebretenga, Sebretenga De Godin, Sigriyaoghin, Silmiougou, Sone, Sorbin, 	Soumagou, Tenonghin, Tenonghin-Peulh, Tisselin, Tisselin-Yarce, Teodoure, Toghin, Vag-Vaguin, Zabatorla, Zaka, Zandoubre, Zano, Zeke e Zoromdougou.

## Storia
Tenkodogo fu la capitale del primo Regno dei Mossi. La tradizione orale afferma che la città fu fondata dalla principessa Yennenga e da suo figlio il principe Ouédraogo.